# 테르모페르멘툼 쇼키
테르모페르멘툼 쇼키는 테르모페르멘툼속에 속하는 한 종이다.